# Curtis Enis
Curtis D. Enis (Union City, 15 giugno 1976) è un ex giocatore di football americano statunitense che ha militato nel ruolo di running back nella National Football League (NFL).

## Biografia
Dopo avere giocato al college a Penn State dove fu premiato come All-American, Enis fu scelto come quinto assoluto nel Draft NFL 1998 dai Chicago Bears. Riuscì a disputare una sola gara come titolare prima di rompersi un legamento del ginocchio nel novembre 1998. Durante la sua carriera a Chicago si vide raramente in campo e dal 2000 fu superato da James Allen ed utilizzato come fullback. Nel 2001, all'età di 24 anni, firmò un contratto annuale coi Cleveland Browns ma una condizione degenerativa al ginocchio sinistro lo costrinse al ritiro.

## Palmarès
- All-American - 1997

## Statistiche
| Yard corse | 1.497 |
| Touchdown  | 4     |